# مگس‌های نیزه‌ای
مگس‌های نیزه‌ای(نام علمی: Lonchaeidae) نام یک تیره از زیرراسته کوتاه‌شاخکان است.